# Formule di Green-Kubo
In meccanica statistica e termodinamica del non equilibrio, le formule di Green-Kubo (da Melville S. Green e Ryogo Kubo) forniscono un'espressione matematica esatta per i coefficienti di trasporto {\displaystyle \gamma } in termini di integrali di funzioni di autocorrelazione temporale:
{\displaystyle \gamma =\int _{0}^{\infty }\langle {\dot {A}}(t){\dot {A}}(0)\rangle \;\mathrm {d} t.}

## Processi di trasporto termico e meccanico
Un sistema termodinamico può rimanere lontano dall'equilibrio a causa per vari motivi: la presenza di un campo esterno (come un campo elettrico o magnetico), le frontiere del sistema in moto relativo o mantenute a temperature diverse, ecc. Questo genera due classi di sistemi di non equilibrio: sistemi di non equilibrio meccanico e sistemi di non equilibrio termico.
L'esempio standard di un processo di trasporto elettrico è la legge di Ohm in un conduttore, che afferma che, almeno per tensioni applicate sufficientemente piccole, la corrente {\displaystyle I} è linearmente proporzionale alla tensione applicata {\displaystyle V},
{\displaystyle I=\sigma V.\,}
Aumentando la tensione, ci si aspetta di vedere deviazioni dal comportamento lineare. Il coefficiente di proporzionalità è la conduttanza elettrica che è il reciproco della resistenza elettrica.
L'esempio standard di un processo di trasporto meccanico è la legge della viscosità di Newton, che afferma che, in un fluido chiamato appunto newtoniano, lo stress di taglio {\displaystyle S_{xy}} è linearmente proporzionale alla velocità di deformazione. Il tasso di deformazione {\displaystyle \gamma } è la velocità di variazione del campo di velocità nella direzione {\displaystyle x}, rispetto alla coordinata {\displaystyle y}, {\displaystyle \gamma \ {\stackrel {\mathrm {def} }{=}}\ \partial u_{x}/\partial y} . Tale legge di Newton è quindi:
{\displaystyle S_{xy}=\eta \gamma .\,}
Man mano che la velocità di deformazione aumenta, ci si aspetta di osservare deviazioni dal comportamento lineare (e si parla di fluido non newtoniano):
{\displaystyle S_{xy}=\eta (\gamma )\gamma .\,}
Un altro ben noto processo di trasporto termico è la legge di Fourier della conduzione del calore, che afferma che il flusso di calore tra due corpi mantenuti a temperature diverse è direttamente proporzionale al gradiente di temperatura (la differenza di temperatura divisa per la separazione spaziale).

## Relazione costitutiva lineare
Indipendentemente dal fatto che i processi di trasporto siano stimolati termicamente o meccanicamente, nel limite di campo piccolo ci si aspetta che il flusso indotto sarà linearmente proporzionale al campo applicato, detto forza termodinamica. Nel caso lineare il flusso e la forza sono coniugati tra loro. La relazione tra una forza termodinamica {\displaystyle F_{e}} e il suo flusso coniugato {\displaystyle J} è chiamata appunto relazione costitutiva lineare,
{\displaystyle J=L(F_{e}=0)F_{e}.\,}
in cui {\displaystyle L(0)} è il coefficiente di trasporto lineare. Nel caso di più forze e flussi che agiscono simultaneamente, i flussi e le forze saranno collegati da una matrice di coefficienti di trasporto lineare. Tranne casi speciali, questa matrice è simmetrica come espressa nelle relazioni reciproche di Onsager.
Negli anni '50 Green e Kubo dimostrarono un'espressione esatta per i coefficienti di trasporto lineare che è valido per sistemi a temperatura {\displaystyle T} e densità arbitrarie. Provarono che i coefficienti di trasporto lineare sono esattamente collegati alla dipendenza temporale delle fluttuazioni all'equilibrio nel flusso coniugato,
{\displaystyle L(F_{e}=0)=\beta V\;\int _{0}^{\infty }{\mathrm {d} }s\,\left\langle J(0)J(s)\right\rangle _{F_{e}=0},\,}
dove {\displaystyle \beta ={\frac {1}{kT}}} (con {\displaystyle k} la costante di Boltzmann) e {\displaystyle V} è il volume del sistema. L'integrale è sulla funzione di autocovarianza del flusso all'equilibrio. Al tempo zero l'autocovarianza è positiva poiché è il valore quadratico medio del flusso all'equilibrio. Si noti che all'equilibrio il valore medio del flusso è zero per definizione. Per tempi sufficientemente lunghi il flusso al tempo {\displaystyle t}, {\displaystyle J(t)}, non è correlato al suo valore precedente {\displaystyle J(0)} e la funzione di autocorrelazione decade a zero. Questa fondamentale relazione, che lega quindi una quantità di non equilibrio a una di equilibrio, è frequentemente utilizzata nelle simulazione al computer di dinamica molecolare per calcolare i coefficienti di trasporto lineare.

## Risposta non lineare e funzioni di correlazione temporale transienti
Nel 1985 Evans e Morriss derivarono due espressioni esatte di fluttuazioni per coefficienti di trasporto non lineare. In seguito Evans affermò anche che queste siano conseguenze dell'estremizzazione dell'energia libera nella teoria della risposta.
Evans e Morriss dimostrarono che in un sistema termostatato che è in equilibrio al tempo {\displaystyle t=0}, il coefficiente di trasporto non lineare può essere calcolato dalla cosiddetta espressione della funzione di correlazione temporale transiente:
{\displaystyle L(F_{e})=\beta V\;\int _{0}^{\infty }{\mathrm {d} }s\,\left\langle J(0)J(s)\right\rangle _{F_{e}},}
dove la funzione di autocorrelazione del flusso all'equilibrio{\displaystyle F_{e}=0} è sostituita da una funzione di autocorrelazione transiente dipendente dal campo termostatato. Al tempo zero {\displaystyle \left\langle J(0)\right\rangle _{F_{e}}=0} ma in tempi successivi, poiché il campo viene applicato si ha {\displaystyle \left\langle J(t)\right\rangle _{F_{e}}\neq 0} .
Un'altra espressione esatta di fluttuazione derivata da Evans e Morriss è la cosiddetta espressione di Kawasaki per la risposta non lineare:
{\displaystyle \left\langle J(t;F_{e})\right\rangle =\left\langle J(0)\exp \left[-\beta V\int _{0}^{t}J(-s)F_{e}\,{\mathrm {d} }s\right]\right\rangle _{F_{e}}.\,}
La media di ensemble del lato destro dell'espressione è da calcolare sotto l'applicazione sia del termostato che del campo esterno. A prima vista la funzione di correlazione temporale transiente (TTCF) e l'espressione di Kawasaki potrebbero sembrare di uso limitato, a causa della loro innata complessità. Tuttavia, la TTCF è molto utile nelle simulazioni al computer per il calcolo dei coefficienti di trasporto. Entrambe le espressioni possono essere utilizzate per derivare nuove e utili espressioni in termini di fluttuazioni per quantità come calori specifici, in stati stazionari di non equilibrio. Quindi possono essere usate come una sorta di funzione di partizione per stati stazionari di non equilibrio.